# Gimme Danger
Gimme Danger è un film del 2016 diretto da Jim Jarmusch. Documentario sul gruppo rock The Stooges, è stato proiettato fuori concorso al festival di Cannes 2016.